# Crans Montana Challenger 1988
Il Crans Montana Challenger 1988 è stato un torneo di tennis facente parte della categoria ATP Challenger Series nell'ambito dell'ATP Challenger Series 1988. Il torneo si è giocato a Crans Montana in Svizzera dall'8 al 14 agosto 1988 su campi in terra rossa.

## Vincitori

### Singolare
Guillermo Rivas ha battuto in finale  Lars-Anders Wahlgren con il punteggio di 1–6, 6–3, 6–4

### Doppio
Peter Svensson /  Lars-Anders Wahlgren hanno battuto in finale  Conny Falk /  Stefan Svensson con il punteggio di 6–4, 6–4